# Felix R. Fischer

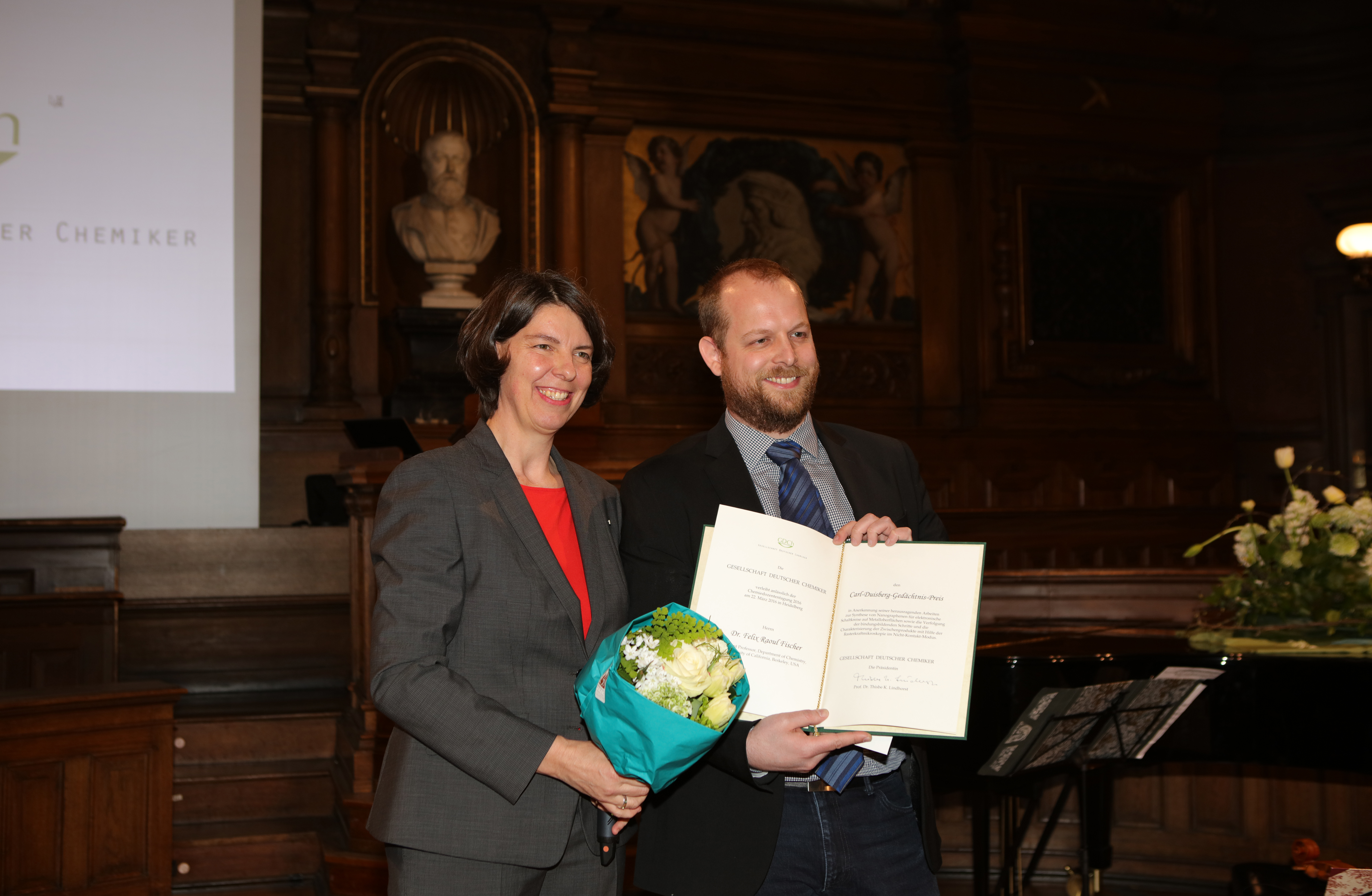
Thisbe Lindhorst verleiht Felix R. Fischer den Carl-Duisberg-Gedächtnispreis (2016)

Felix Raoul Fischer (* 12. Mai 1980 in Heidelberg) ist ein deutscher Chemiker (Supramolekulare Chemie, Makromolekulare Chemie, Materialwissenschaften und Nanowissenschaften, Molekulare Elektronik).

## Leben und Wirken
Fischer erwarb 2004 sein Diplom in Chemie an der Ruprecht-Karls-Universität Heidelberg und wurde 2008 an der ETH Zürich promoviert. Danach war er bis 2011 als Post-Doktorand und Stipendiat der Leopoldina an der Columbia University. Er ist Associate Professor für Chemie an der University of California, Berkeley.
Er konstruiert mit seiner Gruppe atomar präzise definierte Materialien für molekulare Elektronik (photovoltaische Zellen, organische Feldeffekttransistoren, integrierte molekulare Schaltkreise). Dabei verwendet er unter anderem Rastersondenmikroskopie.
Fischer gelang mit Michael Crommie 2013 an der Universität Berkeley die erste direkte Aufnahme davon, wie sich ein organisches Molekül in einer Reaktion verändert. Dabei waren über Kohlenstoffatome mit Dreifachbindungen (Ethin) verbundene Phenolringe das Ausgangsmolekül; nach Erhitzen kondensierte das Moleküle zu unterschiedlichen miteinander verbundenen Ringstrukturen aus Fünfer und Sechser-Ringen, die ebenfalls abgebildet werden konnten. Dabei verwendeten sie eine Technik der Rastersondenlmikroskopie von Gerhard Meyer und Leo Gross, bei der an der Spitze der Sonde ein organisches Molekül sitzt.
Er sucht mit seiner Gruppe nach Synthesemethoden, die den Aufbau von Materialien von der Nanoskala (individuelle Moleküle) bis in den Millimeter-Bereich (in dem die Wechselwirkung der Moleküle untereinander bisher weniger genau kontrolliert werden kann) durch Selbstaufbau bestimmen. Dabei benutzt er Methoden der supramolekularen Chemie und aus der Chemie von Komplexen aus Protein-Liganden. Außerdem untersucht er einatomige Graphen-Nanostreifen und ihre Halbleiter-Eigenschaften. Auch hier sucht er nach Synthesemethoden, die die Struktur präzise und kontrolliert festlegen. Ein weiterer Schwerpunkt seiner Gruppe ist die Entwicklung regio- und stereoselektiver Katalysten ähnlich biologischer Enzyme, aber mit einer breiteren Anwendbarkeit hinsichtlich dem Substrattyp und der katalysierten Reaktionen. Diese sollten regional gezielt Doppelbindungen am Zielmolekül aktivieren können.
2016 erhielt er den Carl-Duisberg-Gedächtnispreis.

## Schriften (Auswahl)
- D. G. de Oteya, P. Gorman, Y.-C. Chen, S. Wickenburg, A. Riss, D. J. Mowbray, G. Etkin, Z. Pedramrazi, H.-Z. Tsai, A. Rubio, M. F. Crommie, F. R. Fischer: Direct Imaging of Covalent Bond Structure in Single-Molecule Chemical Reactions, Science, Band 340,  2013, S. 1434–1437.
- mit Y.-C. Chen, M. F. Crommie u. a.: Tuning the Bandgap of Graphene Nanoribbons Synthesized from Molecular Precursors, ACS Nano, Band 7, 2013, S. 6123–6128.
- mit A. Riss, M. Crommie u. a.: Local Electronic and Chemical Structure of Oligo-acetylene Derivatives Formed Through Radical Cyclizations at a Surface, NANO Letters, Band 14,  2014, S. 2251–2255.
- mit Y.-C. Chen, M. Crommie u. a.: Molecular Bandgap Engineering of Bottom-Up Synthesized Graphene Nanoribbon Heterojunctions, Nature Nanotechnology, Band 10,  2015, S. 156–160.
- mit C. Rogers, M. Crommie u. a.: Closing the Nanographene Gap: Surface-Assisted Synthesis of Peripentacene from 6,6’-Bipentacene Precursors, Angewandte Chemie Int. Ed., Band 54, 2015, S. 15143–15146.
- mit A. Riss, M. Crommie u. a.: Imaging Single-Molecule Reaction Intermediates Stabilized by Surface Dissipation and Entropy, Nature Chemistry, Band 7, 2016, S. 678–683.
- mit T. Marangoni, R. R. Cloke: Aromatic Molecules on Metallic Surfaces: Structure and Reactivity, in: F. Hof, D. Johnson (Hrsg.), Aromatic Interactions – Frontiers in Knowledge and Application, RCS Monographs in Supramolecular Chemistry, 2016, S.  238–276.
- mit D. J. Rizzo, M. Crommie u. a.: Topological Band Engineering of Graphene Nanoribbons, Nature, Band 560,  2018, S. 204–206.